# Форст-ан-дер-Вайнштрассе
Форст-ан-дер-Вайнштрассе (нім. Forst an der Weinstraße) — громада в Німеччині, розташована в землі Рейнланд-Пфальц. Входить до складу району Бад-Дюркгайм. Складова частина об'єднання громад Дайдесгайм.
Площа — 3,59 км2. Населення становить 768 ос. (станом на 31 грудня 2020).

## Галерея

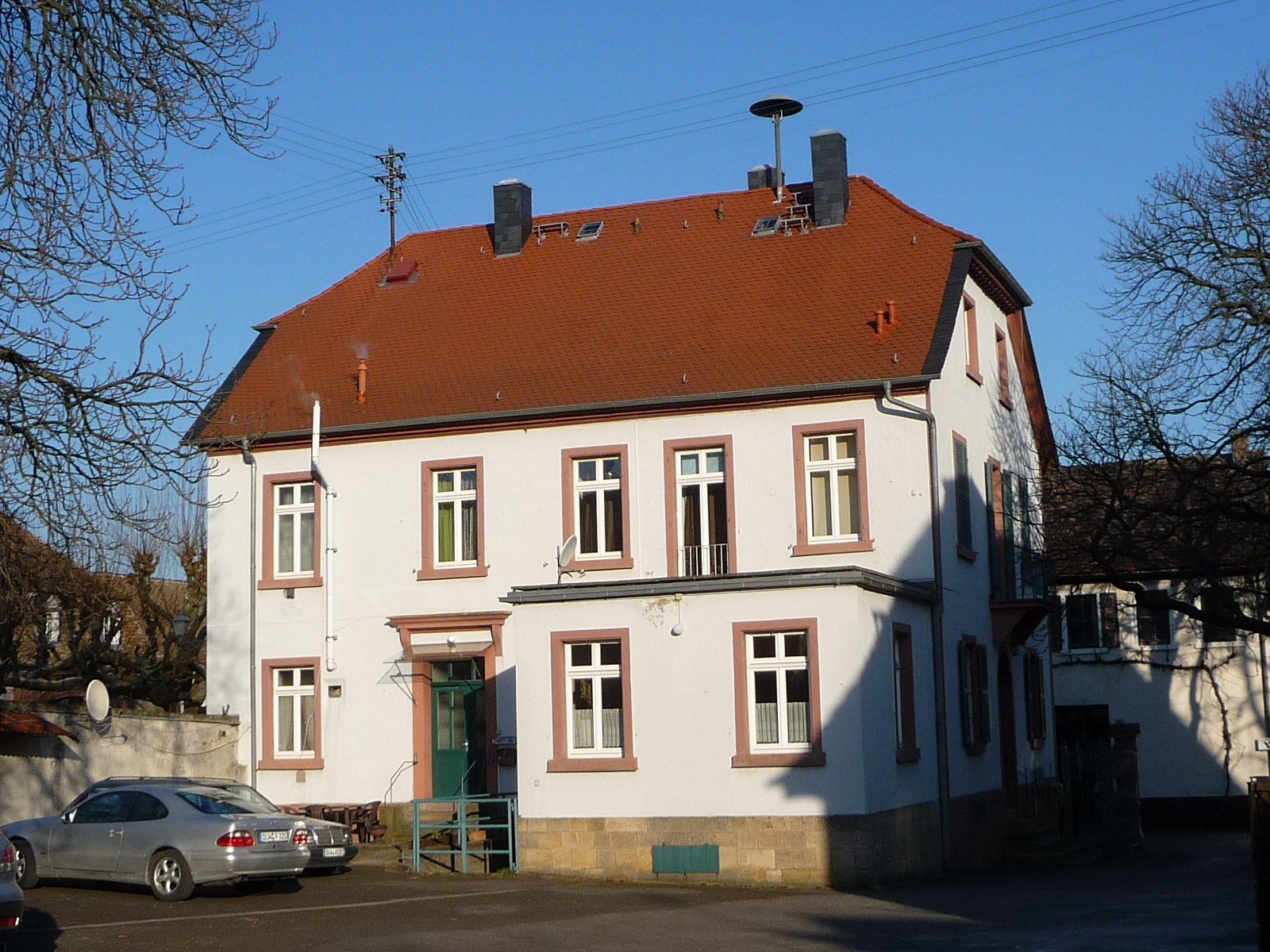
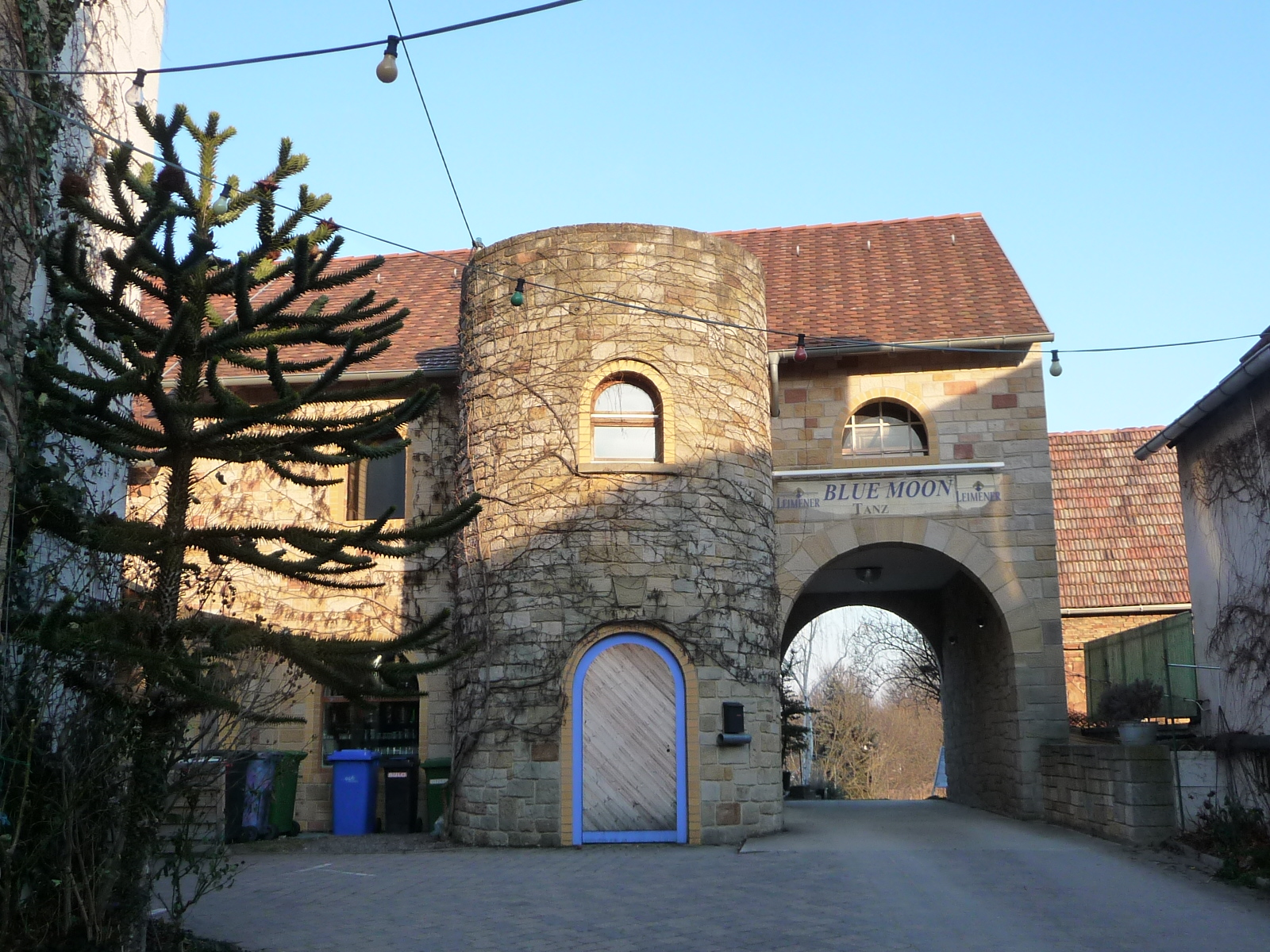
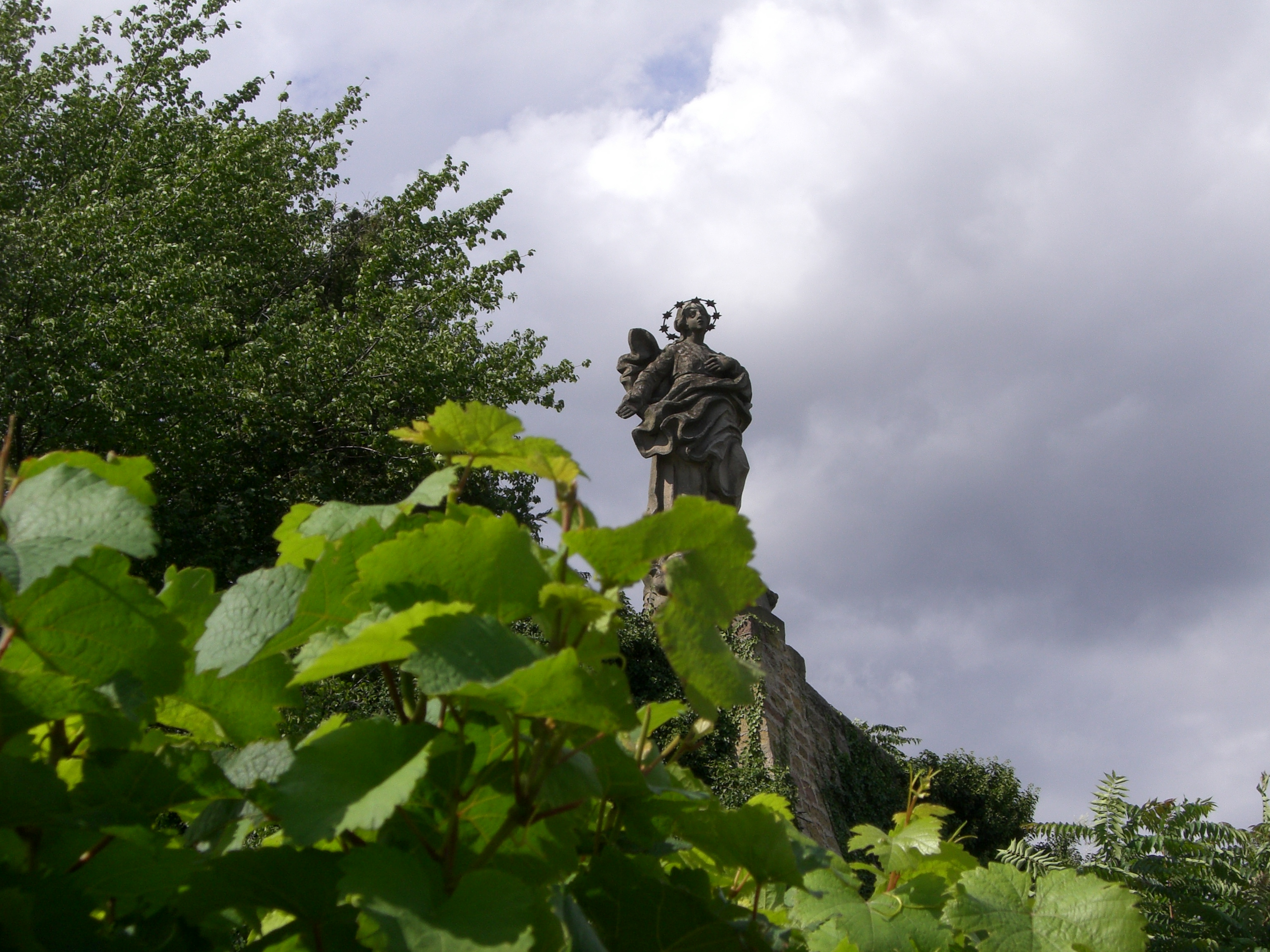